# Jan Schäuble
Jan Schäuble (* 29. Dezember 1999) ist ein Schweizer Leichtgewichts-Ruderer. Er gewann bis 2023 eine Silbermedaille bei Weltmeisterschaften sowie zwei Goldmedaillen und eine Bronzemedaille bei Europameisterschaften.

## Sportliche Karriere
Schäuble wurde bei den Junioren-Weltmeisterschaften 2016 Fünfter im Einer, 2017 wurde er Zehnter. Bei den U23-Weltmeisterschaften 2018 wurde er Neunter im Leichtgewichts-Einer. 2019 trat Schäuble bei den Europameisterschaften in der Erwachsenenklasse an und belegte im Leichtgewichts-Einer den siebten Platz. Zusammen mit Matthias Fernandez gewann er die Bronzemedaille im Leichtgewichts-Doppelzweier bei den U23-Weltmeisterschaften 2019. Bei den Weltmeisterschaften 2019 trat Schäuble wieder im Leichtgewichts-Einer an und belegte den elften Rang.
Wegen der COVID-19-Pandemie fanden die Europameisterschaften 2020 in Posen erst im Oktober statt. Schäuble trat mit Andri Struzina im Leichtgewichts-Doppelzweier an und belegte den fünften Platz. Bereits im April 2021 wurden die Europameisterschaften in Varese ausgetragen. Schäuble und Struzina erreichten auch hier als Fünfte das Ziel. Bei der letzten Qualifikationsregatta für die Olympischen Spiele wurden die beiden Sechste, nur die beiden ersten Boote durften in Tokio antreten. Schäuble hingegen startete bei den U23-Weltmeisterschaften 2021 und wurde Vierter im Leichtgewichts-Einer.
2022 trat Schäuble im Weltcup einmal mit Andri Struzina und einmal mit Raphaël Ahumada an. Bei den Europameisterschaften in München ruderten Schäuble und Ahumada im Leichtgewichts-Doppelzweier und Struzina ruderte im Leichtgewichts-Einer. Im Leichtgewichts-Doppelzweier siegten die Iren vor den Italienern, die beiden Schweizer gewannen Bronze knapp vor den Portugiesen. Einen Monat später bei den Weltmeisterschaften in Račice u Štětí wurden die Iren Erste vor den Italienern und den Ukrainern, Schäuble und Ahumada hatten als Vierte anderthalb Sekunden Rückstand auf die Medaillenränge. 2023 bei den Europameisterschaften in Bled gewannen die beiden Schweizer den Titel im Leichtgewichts-Doppelzweier vor den Italienern und den Griechen. Drei Monate später bei den Weltmeisterschaften in Belgrad verteidigten die Iren ihren Titel erfolgreich, die beiden Schweizer wurden knapp vor den Italienern Zweite. 2024 siegten die Schweizer bei den Europameisterschaften in Szeged vor den Italienern. Bei den Olympischen Spielen in Paris hatten die irischen Olympiasieger über zwei Sekunden Vorsprung vor den Italienern, 0,11 Sekunden hinter den Iren wurden die Griechen Dritte. Schäuble und Ahumada ruderten drei Sekunden nach den Griechen als Vierte ins Ziel.
Jan Schäuble rudert für den Seeclub Stansstad.